# Liang Geliang
Liang Geliang – auch Liang Ko-liang, chinesisch 梁戈亮, Pinyin Liáng Gēliàng – (* 5. Mai 1950 in der Provinz Guangxi) ist ein ehemaliger chinesischer Tischtennisspieler. Er wurde in den 1970er Jahren sechsmal Weltmeister und dreimal Vizeweltmeister.

## Spielweise
Liang Geliang begann als Zehnjähriger mit dem Tischtennisspielen. Er benutzte den Schläger im Penholder-Griff, später stellte er sich auf Shakehand um. Er ist ein Allroundspieler, der sowohl Abwehr als auch Angriff spielen kann. Als unermüdlicher „Materialtüftler“ änderte er manchmal noch während eines Turniers seinen Schlägerbelag, indem er die Oberlage von der Unterlage trennte und unter Spannung neu verklebte oder eine neue (oft sogar eine bereits gebrauchte und in der Vergangenheit für besonders gut befundene) Oberlage aufklebte.

## Weltmeisterschaften
Liang Geliang wurde für die Weltmeisterschaften 1971, 1973, 1975, 1977 und 1979 nominiert. Hierbei gewann er sechsmal den Titel: 1971, 1975, 1977 mit der chinesischen Mannschaft, 1973 im Mixed mit Li Li, 1977 im Doppel mit Li Zhenshi und 1979 im Mixed mit Ge Xinai. Vizeweltmeister wurde er 1971 im Doppel mit Zhuang Zedong sowie 1993 und 1979 mit dem Team. Im Einzel holte er 1977 und 1979 Bronze. Zudem wurde er Dritter 1975 im Mixed mit Zhang Li und 1979 im Doppel mit Guo Yuehua.

## Deutschland
1980 kam Liang Geliang erstmals nach Deutschland. Er spielte Anfang 1981 für den VfB Lübeck in der Verbandsliga, danach in der Saison 1981/82 für VfB Plaza Altena. Gleichzeitig arbeitete er als Verbandstrainer in Hamburg und bestritt einige Schaukämpfe. 1982 kehrte er nach China zurück und absolvierte an der Universität Peking eine Trainerausbildung.
1985 übersiedelte er mit seiner Familie erneut nach Lübeck und arbeitete beim VfB Lübeck als Spielertrainer in der zweiten Bundesliga, 1987 trainierte er gleichzeitig den Verein Spvg Steinhagen. Über die Stationen DJK Kleinwallstadt, TSV Milbertshofen (ab 1993) und SV Adelsried kam er 2000 zum Verein SV Blau-Weiß Petershagen in die Oberliga Berlin-Brandenburg.
Mehrmals war er bei Seniorenweltmeisterschaften erfolgreich: In der Altersklasse Ü40 gewann er Gold im Einzel 1990, 1992 und 1994 sowie im Doppel 1990 (mit Jaroslav Kunz), 1992 (mit Heiner Lammers) und 1994 (mit Herbert Neubauer). In der Klasse Ü50 holte er 2000 und 2002 den Einzeltitel. 2010 gewann er im Ü60-Doppel mit Wilfried Lieck.

## Privat
Liang Geliang ist verheiratet mit Ehefrau Lijun Ma und hat eine Tochter namens Liang Chen (* 1979), die von 1994 bis 1997 bei Rot-Weiß Klettham-Erding in der 2. Tischtennis-Bundesliga spielte.

## Turnierergebnisse
| Verband | Veranstaltung           | Jahr | Ort          | Land | Einzel     | Doppel        | Mixed      | Team |
| ------- | ----------------------- | ---- | ------------ | ---- | ---------- | ------------- | ---------- | ---- |
| CHN     | Asienmeisterschaft ATTU | 1978 | Kuala Lumpur | MAS  | Silber     | Halbfinale    | Halbfinale | 1    |
| CHN     | Asienmeisterschaft ATTU | 1976 | Pyongyang    | PRK  | Gold       | Silber        | Silber     | 1    |
| CHN     | Asienmeisterschaft ATTU | 1972 | Peking       | CHN  | Halbfinale | Halbfinale    | Halbfinale | 2    |
| CHN     | Asienspiele             | 1978 | Bangkok      | THA  | Gold       | Halbfinale    | Silber     | 1    |
| CHN     | Asienspiele             | 1974 | Teheran      | IRI  | Gold       | Silber        | Gold       | 1    |
| CHN     | Weltmeisterschaft       | 1979 | Pyongyang    | PRK  | Halbfinale | Halbfinale    | Gold       | 2    |
| CHN     | Weltmeisterschaft       | 1977 | Birmingham   | ENG  | Halbfinale | Gold          | letzte 32  | 1    |
| CHN     | Weltmeisterschaft       | 1975 | Calcutta     | IND  | letzte 16  | Viertelfinale | Halbfinale | 1    |
| CHN     | Weltmeisterschaft       | 1973 | Sarajevo     | YUG  | letzte 16  | Viertelfinale | Gold       | 2    |
| CHN     | Weltmeisterschaft       | 1971 | Nagoya       | JPN  | letzte 32  | Silber        | letzte 16  | 1    |